# 加茲布爾縣
加茲布爾縣是印度的一個縣，位於該國北部，由北方邦負責管轄，面積3,384平方公里，每年平均降雨量1,034毫米，識字率為74.27%，2011年人口3,622,727，人口密度每平方公里1,071人。

## 外部連結
官方网站
25°35′00″N 83°34′51″E / 25.583223°N 83.580862°E